# Santiuste de San Juan Bautista
Santiuste de San Juan Bautista es un municipio de España, en la provincia de Segovia en el territorio de la Campiña Segoviana, comunidad autónoma de Castilla y León. Tiene una superficie de 45,57 km².
Tiene como pedanía la localidad de Bernuy de Coca.
Se encuentra a 50 kilómetros de Segovia y tiene como pueblos importantes más cercanos Coca, Nava de la Asunción, Rapariegos y Navas de Oro.

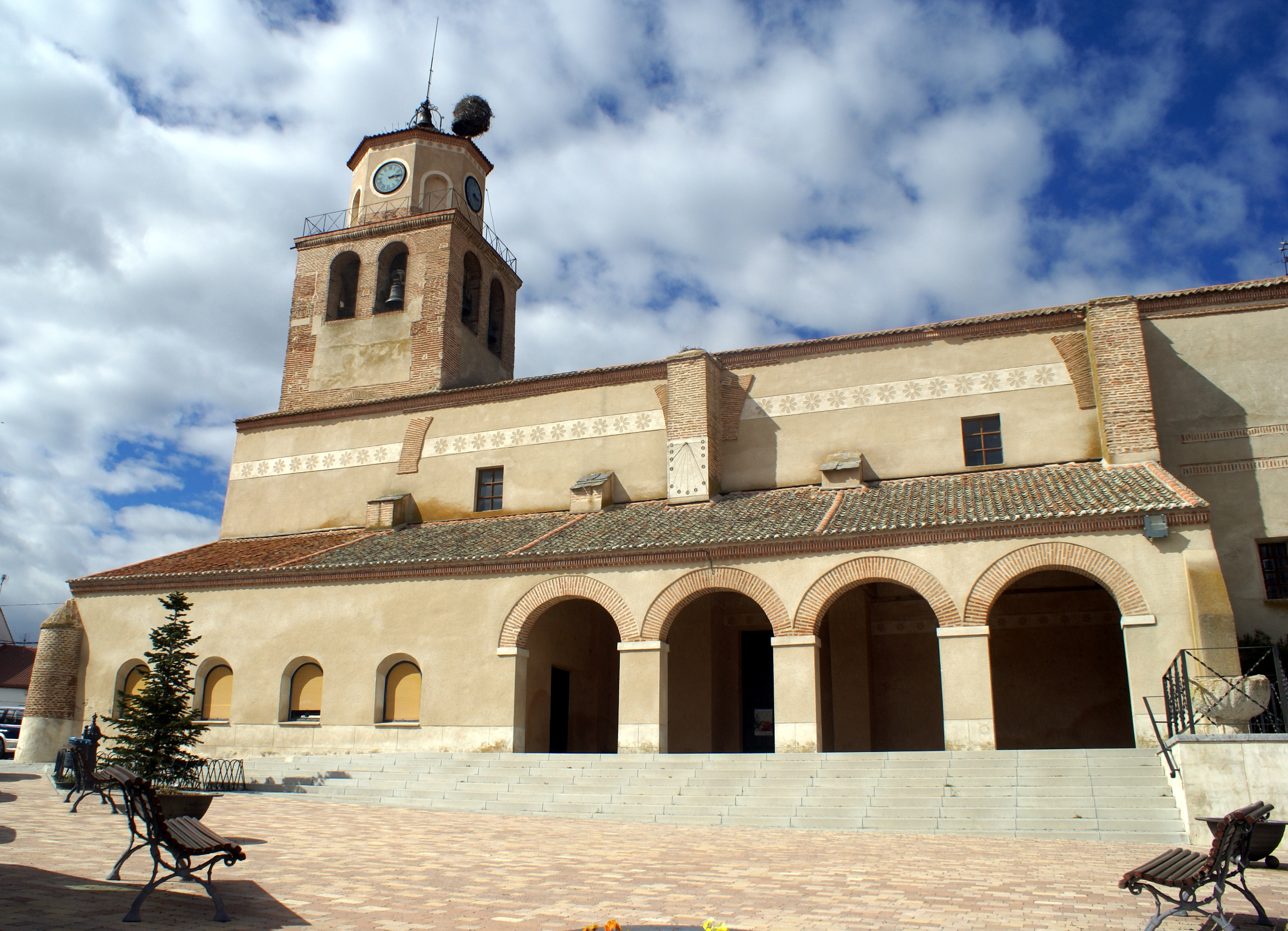
Iglesia de San Juan Bautista.

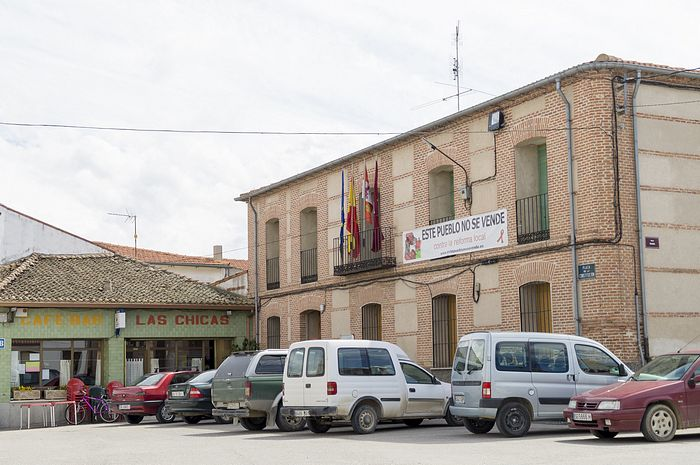
Casa consistorial.

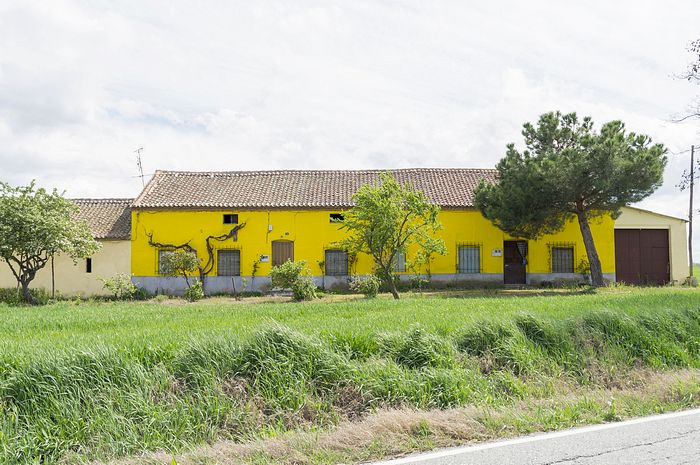
Casa amarilla.

## Historia
Hasta el siglo XIX, Santiuste de San Juan Bautista se denominó Sant Yuste, y perteneció a la Comunidad de Villa y Tierra de Coca, abundante por sus pinares resineros, aunque en Sant Yuste se trabajaban viñedos, patatas y melones.
Dentro de su término y en el pago de El Hornillo existió un poblamiento y una necrópolis romana, así como dos despoblados más: El Otero y Sanchón, donde se han encontrado fósiles marinos.
Los primeros poblamientos se localizaban en parajes como:
- El hornillo (41°7′54″N 4°33′38″O / 41.13167, -4.56056)
- La mula (41°8′18″N 4°34′0″O / 41.13833, -4.56667)
- El lavadero (41°09′45″N 4°32′20″O / 41.16250, -4.53889)
- La cuesta del Lutero (41°8′56″N 4°33′35″O / 41.14889, -4.55972), donde existió un poblado bajomedieval con una ermita de la que solo quedan algunos restos de mortero, junto a los que se encontraron algunos restos óseos que indicarían una posible necrópolis.
- Sanchón (41°10′18″N 4°34′46″O / 41.17167, -4.57944), estuvo poblado hasta el siglo XVII, quedando restos dispersos de los muros de mortero de su ermita y de las casas, mientras que la Virgen de Sanchón se conserva hoy en día en la iglesia parroquial de Santiuste.

En ellos se localizaron restos arqueológicos como cerámica común o de cocina, Terra Sigillata Hispánica, tejas, piedras de telar y monedas con dataciones diversas desde la época tardo-romana, la visigoda, hasta el bajomedievo.

Como se ha dicho, el nombre de Santiuste proviene de San Yuste o San Justo. En el Plan de Distribución de Rentas del Cabildo de 1247, que es el primer documento que conocemos en el que aparece el pueblo, se cita como San Iuste, mientras que en documentos posteriores varía a Sant Yuste, San Yuste, Santiuste de Coca y finalmente Santiuste de San Juan Bautista.
Santiuste formó parte de la Villa y Tierra de Coca desde su formación posiblemente en el siglo XII, junto a Coca, Nava de la Asunción, Navas de Oro, Moraleja, Bernuy, La Fuente de Santa Cruz, Ciruelos, Villeguillo, Villagonzalo y 11 despoblados: Bernaldos, El Lomo, El Otero, Tureganillo, Cantosal, Hornillo, Sanchón, las Heras, Castrillo, Santa Trinidad y Neguillán.  A la Comunidad se la conoció al principio como la Cuadrilla de Neguillán que participó con sus milicias en la reconquista de la Península asistiendo a la toma de Baeza, la batalla de las Navas de Tolosa, el cerco de Tarifa, o el cerco de Algeciras. También tomaron parte en la batalla de Olmedo de 1445 a las órdenes del marqués de Santillana, señor de Coca y en 1476 ya bajo las órdenes de don Alfonso de Fonseca, en la batalla de Toro contra los portugueses en el conflicto entre Juana la Beltraneja e Isabel la Católica. Otros conflictos en los que participaron los hombres de Neguillán fueron la conquista de Navarra o la batalla de San Quintín.

### Título de Villa
Hasta el siglo XVIII Santiuste se denominó Santiuste de Coca y perteneció al Señorío del Ducado de Veragua y Berwick, al que solicitó la exención de villazgo y por lo tanto dejar de estar bajo su jurisdicción. Fue confirmada en 1773 por el rey Carlos III después de que el Duque diera su visto bueno, lo que supuso el permiso para poner Horca, Picota y Cuchillo. Además Santiuste pasó a llamarse Santiuste de San Juan Bautista.
EL Diccionario Geográfico-estadístico-histórico de Pascual Madoz publicado en 1850 se describe el paisaje, la economía, clima y población de todos los pueblos de España y sus posesiones. De Santiuste destaca: “villa con ayuntamiento de la provincia y diócesis de Segovia (7 1/2 leguas) partido judicial de Santa María de Nieva (3 leguas) audiencia territorial de Madrid (20 leguas) c. g. de Castilla la Nueva. Situado en terreno árido; la combaten todos los vientos y su CLIMA es mediano. Tiene 200 casas; la de ayuntamiento, cárcel, escuela de primeras letras y una iglesia parroquial (San Juan Bautista) con curato de segundo ascenso y de provisión ordinaria; en las afueras una ermita que sirve de capilla para el camposanto: CONFINA el término con los de Moraleja de Coca, Navas de la Asunción, San Cristóbal de la Vega, Villagonzalo, Bernuy de Coca y Coca, y comprende un monte bastante poblado de pinares, y diferentes prados con buenos pastos. El TERRENO es de mediana calidad: CAMINOS de herradura que dirigen a los pueblos limítrofes: el CORREO se recibe en la cabeza del partido por baligero. PRODUCE: trigo, cebada, centeno, algarrobas, mucho piñón y pastos; mantiene ganado lanar y vacuno, y cría caza menor. Industria: varios vecinos se emplean en coger pez, resina y hacer aguarrás, pero la mayor parte de los habitantes se dedican con esmero a la agricultura y a la cría del ganado lanar. POBLACIÓN: 209 vecinos, 857 almas. CAP.IMP.:155,572 reales CONTRIBUCCIÓN: 20,72 por 100.
Sobre el casco urbano de la villa destaca la fábrica de su iglesia parroquial de San Juan Bautista, que en otra época estuvo dedicada a los santos niños Justo y Pastor. Se ve claramente que en origen fue un edificio románico pues conserva su ábside semicircular que ha sido recientemente rehabilitada. De esta época románica también lo es la pila bautismal que se instala en el jardín de acceso al templo. El interior del templo se reparte en una sola nave que se cubre con yeserías barrocas y que adorna su presbiterio con un retablo de la misma época. Esta iglesia parroquial de Santiuste guarda en su interior un cristo románico del siglo XII, junto con una cruz procesional de plata realizada en Segovia en el siglo XVII.

### Santiuste y las reinas
Según Diego de Colmenares a principios del siglo XIII, Doña Berenguela, madre de Fernando III el Santo, tras la muerte de su hermano, el monarca castellano, Enrique I, subió al trono con la oposición de don Álvaro Núñez de Lara. Desde Valladolid, doña Berenguela intentó llegar a Segovia para coronarse reina, pero al llegar a Coca se encontró con las puertas cerradas y vino a Santiuste, donde le avisaron que en estas tierras la parcialidad del de Lara prevalecía por lo que decidió regresar a Valladolid donde fue proclamada reina, abdicando en su hijo Fernando, quien siempre la tuvo de consejera.
Posteriormente otra reina sería huésped ilustre de la villa: María Luisa Gabriela de Saboya, primera esposa del primer Borbón español, Felipe V. La Reina se alojó en la casa que los frailes carmelitas tenían en el pueblo. En el archivo Histórico Nacional, se conserva el libro Becerro del Carmen en el que aparece la siguiente aclaración: razón porque ay cadena a la Puerta de la casa que el convento tiene en Santiuste de Coca. En el año 1710 en tiempos que handavan vivas las Guerras con el señor Rey Phelipe V, que sea en su gloria, sobre el derecho a la corona de España puestas por el Imperio, la Reyna saboyana, su Primera exposa estuvo aposentada en dha casa, por cuya razón goza el privilegio de Casa Real y por tanto, sin contradizion se puso por el convento la citada cadena, que esta ala puerta el año de 1741.

### Guerra de Independencia
EN 1808 llegaron los franceses a Villeguillo y Coca donde establecieron una guarnición aprovechando el castillo como baluarte. Desde entonces los vecinos de la zona tuvieron que aprovisionar a las tropas galas y además sostener a la guerrilla que mantuvo constantes enfrentamientos con los franceses en los pinares de la comunidad de villa y tierra.  Cuenta la tradición oral que los hombres de El Empecinado, uno de los cabecillas de la guerrilla, se ocultaron durante algún tiempo en el Molino del Amor. Mientras que Gerónimo Saornil, con una partida de 284 hombres llamados los Húsares Francos de Castilla la Vieja, dieron cuenta de la cilla del pueblo. Además los franceses saquearon la iglesia y causaron grandes destrozos en los pinares, muchos de los cuales fueron talados para prevenir los ataques de la guerrilla. No sería hasta años después del final de la contienda y la expulsión de las tropas francesas cuando se empezó a recuperar el esplendor de estas tierras gracias sobre todo al ganado lanar y vacuno, además de los viñedos
Aunque ya hemos hablado de la iglesia parroquial como edificio de culto, pasaremos a describir uno a uno los más importantes, los que existen y los que existieron:

## Patrimonio
- Iglesia de San Juan Bautista: Es de origen románico aunque ha sufrido numerosas modificaciones a lo largo de su historia. Tiene una sola nave rematada con un ábside semicircular y su fábrica es de ladrillo con un zócalo de piedra. Cuenta con un retablo churrigueresco, etapa perteneciente al Barroco y un Cristo datado a finales del Románico junto con una Cruz procesional de plata, que se usa a veces para funerales, realizada en Segovia en el Siglo XVII. El interior del templo es plenamente barroco con bóveda de medio cañón decorada con yeserías de motivos geométricos. Varios son los altares que decoran el templo destacando el retablo mayor en el que se encuentra la imagen de San Juan Bautista, a quién está dedicado el templo, y la Virgen del Carmen, la imagen más venerada en el pueblo.

- Dentro de la iglesia se encuentra la Virgen de Sanchón, de talla románica, y un Cristo posiblemente de la misma época y que ha sido relacionado con los Templarios que en Rapariegos veneraban un pedazo de la Vera Cruz. Además hay que destacar diversas piezas de orfebrería como una cruz procesional de plata realizada en 1618 o un cáliz de plata sobredorada del siglo XVIII.

- Ermita de Nuestra Señora de Entre Ambos Caminos: Estuvo situada en lo que hoy en día es el cementerio. El primer documento que la menciona es de 1669 en un pleito entre acreedores de los diezmos de la cilla de la iglesia parroquial de Santiuste de Coca con los de la ermita. Se conocen enterramientos allí desde 1723 aunque en 1808 se convirtió en el cementerio de Santiuste tras la orden dada por Carlos III para que se sacaran los cementerios a los exteriores de los pueblos. En 1845 en el diccionario de Pascual Madoz se hace referencia a una ermita que sirve de capilla para el camposanto. En 1910 este se amplió no quedando hoy en día resto alguno de la ermita.

- Convento del Carmen: El escudo del Carmelo que todavía hoy en día se conserva, perteneció a la casa y convento que los frailes del Carmen Calzado de Segovia tuvieron en el pueblo desde la que se administraba la hacienda que poseía en Santiuste y que llegó a ser importante con gran número de eras, tierras de labor, ovejas y viñedos que proporcionaban el vino a los carmelitas. La casa perteneció a la Orden desde 1671 hasta la exclaustración de Mendizabal de 1835.

## Geografía

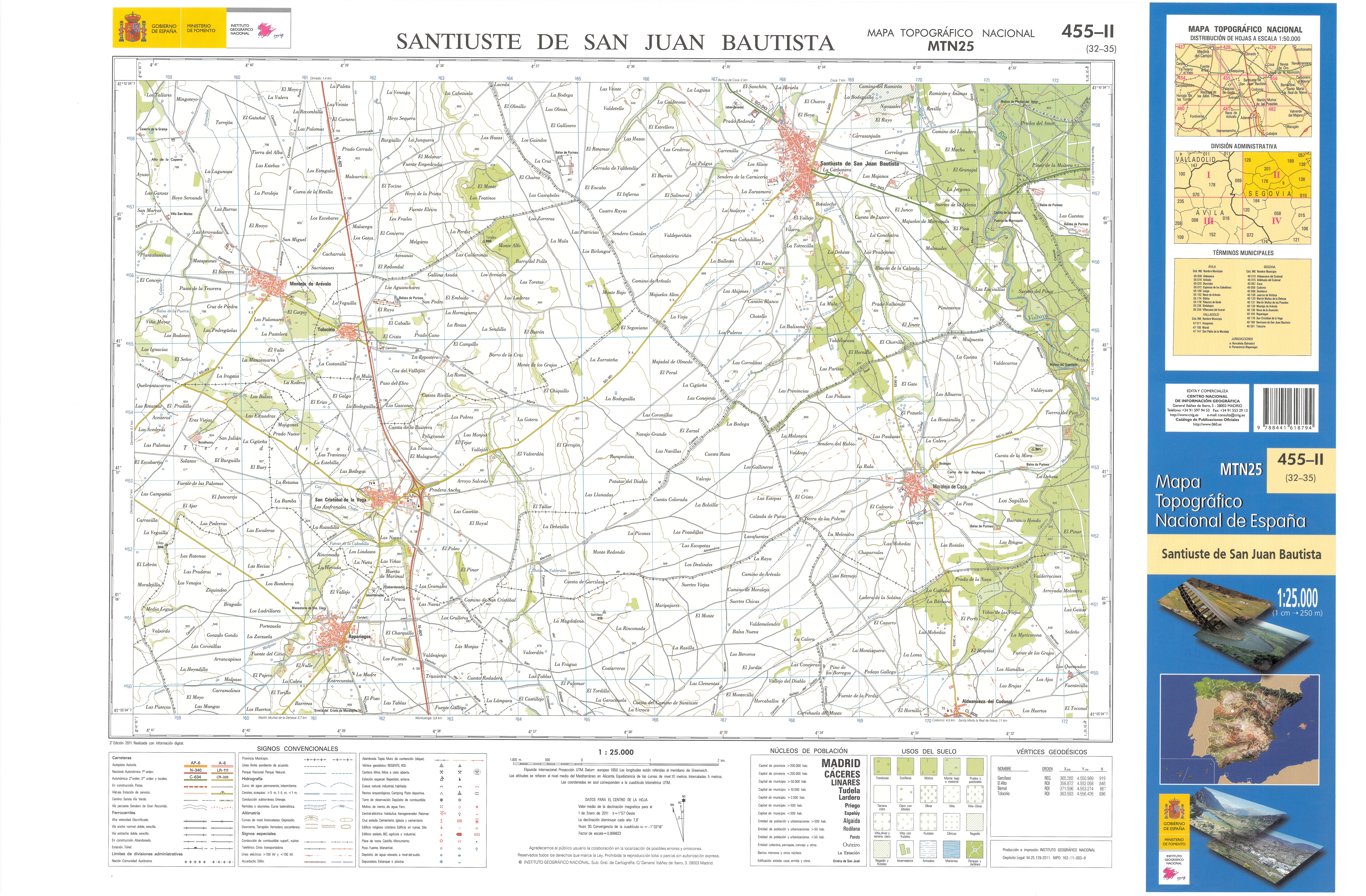
Fragmento de la hoja 455 del Mapa Topográfico Nacional de España de 2011 en el que se representa parte de Santiuste de San Juan Bautista

| Noroeste: Fuente de Santa Cruz                                        | Norte: Coca                                 | Noreste: Coca                   |
| Oeste: Puras (Ávila), Montejo de Arévalo, Tolocirio                   |                                             | Este: Coca. Nava de la Asunción |
| Suroeste: San Cristóbal de la Vega, enclave de Valverdón (Rapariegos) | Sur: Moraleja de Coca (Nava de la Asunción) | Sureste: Nava de la Asunción    |

## Geografía humana

### Demografía
Cuenta con una población de 535 habitantes (INE 2024).
| Gráfica de evolución demográfica de Santiuste de San Juan Bautista entre 1842 y 2021 |
| |
| Población de derecho según los censos de población del INE Población de hecho según los censos de población del INEEntre el censo de 1970 y el anterior, crece el término del municipio porque incorpora a 40503 (Bernuy de Coca) |

| 835           | 786 | 775 | 768 | 742 | 704 | 661 | 648 | 636 | 622 | 579 | 556 | 536 | 539 |
| (Fuente: INE) |     |     |     |     |     |     |     |     |     |     |     |     |     |

### Economía
Por último, se debe destacar que gozaron de cierta fama por la comarca los melones negros de Santiuste y actualmente por las bodegas Vegas, creadas por Avelino Vegas, que fabrican y distribuyen vinos, destacando el vino de denominación de origen Rueda.
Las costumbres de los santiusteros son muy afines a las de todos los castellanos, destacando entre todas la matanza del cerdo, los quintos y antiguamente, acabada la Semana Santa, el entierro de la sardina que consistía en disfrutar de una matanza en los prados.

## Administración y política
| Periodo   | Nombre                            | Partido |
| --------- | --------------------------------- | ------- |
| 1979-1983 | Salvador de Nicolás Cid           | PSOE    |
| 1983-1987 | Jorge Díez Muñoz                  | PSOE    |
| 1987-1991 | Jorge Díez Muñoz                  | PSOE    |
| 1991-1995 | Antidio Gómez Luquero             | PSOE    |
| 1995-1999 | Ramiro Gutiérrez Heredero         | PSOE    |
| 1999-2003 | Ramiro Gutiérrez Heredero         | PSOE    |
| 2003-2007 | Ramiro Gutiérrez Heredero         | PSOE    |
| 2007-2011 | Octavio Carmelo Esteban Fernández | PP      |
| 2011-2015 | Juan Martín Gómez                 | PSOE    |
| 2015-2019 | Juan Martín Gómez                 | PSOE    |
| 2019-2023 | Juan Martín Gómez                 | PSOE    |
| 2023-act. | Juan Martín Gómez                 | PSOE    |

## Cultura

### Fiestas
- Santa Águeda (5 de febrero).
- San Isidro (15 de mayo), patrón de los labradores, al que se le pasea y se le hace una ofrenda de flores y unos bailes populares.
- La Virgen del Carmen (16 de julio), procesión en la que se montan durante un momento niños de dos años o menores en el trono y se van bailando jotas, se hace una parada solemne en la plaza dedicada a la Virgen donde se canta la Salve y, finalmente, justo antes de entrar de nuevo en la iglesia, se hace una subasta de cada palo portador para ver quién mete la imagen de la Virgen.
- Las principales fiestas son las dedicadas al patrón San Juan Degollado (29 de agosto). Se celebran durante varios días en los que el pueblo y sus visitantes disfrutan de verbenas, actos lúdicos, toques de dianas, fuegos artificiales y, lo que más atrae al público, encierros de reses por el campo y por las calles del pueblo. Los encierros por el campo son por la mañana desde el paraje de Valdetello, donde se puede disfrutar de sopas castellanas, bollos y aguardiente antes de la suelta de las reses.